# Homéotéleute
Vous lisez un « bon article » labellisé en 2011.

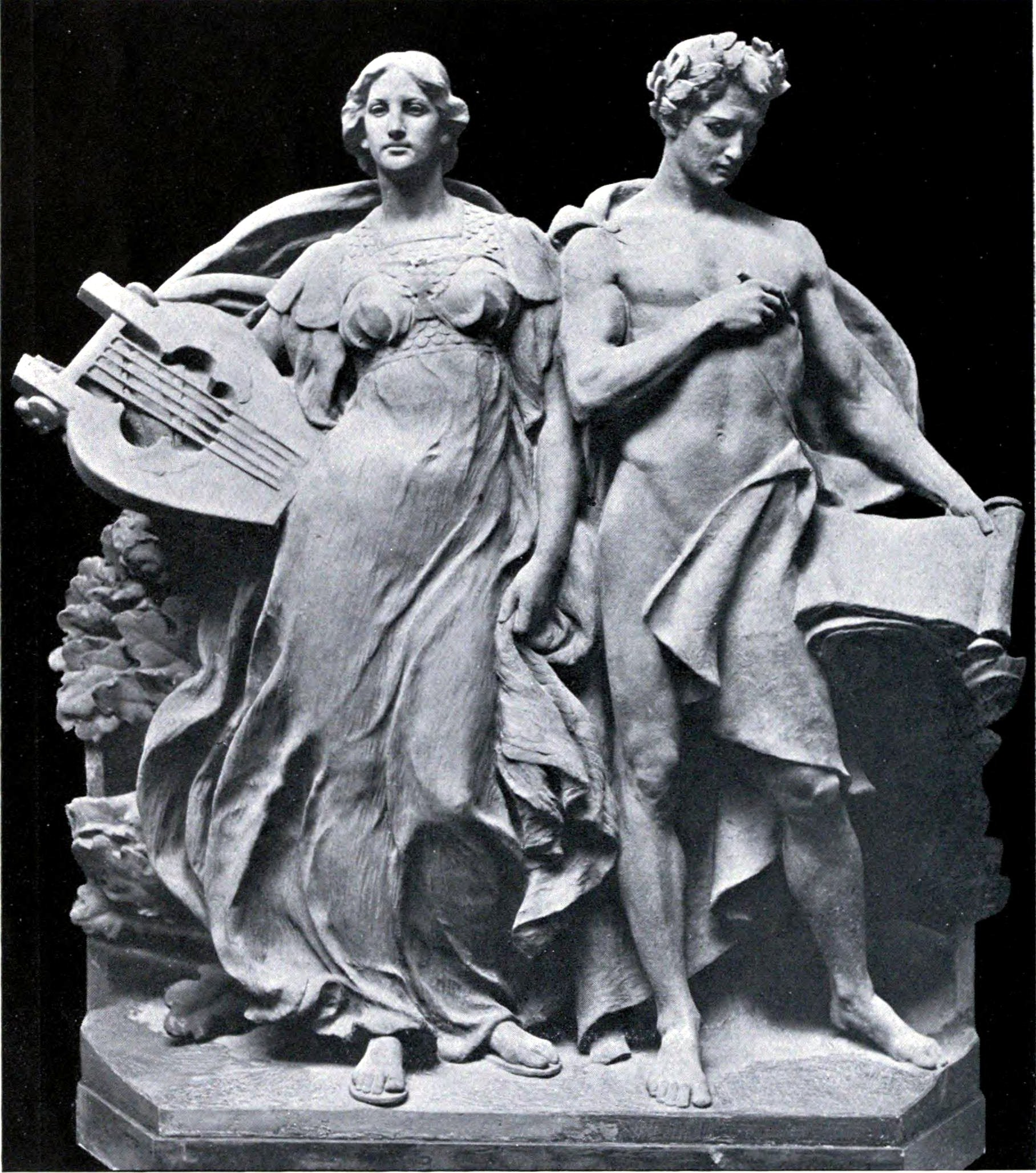
L'homéotéleute est l'une des figures qui participe du rythme poétique (Paul Raphael Montford, Musique et Poésie).

Un ou une homéotéleute (en grec ancien : ὁμοιοτέλευτος/homoiotéleutos, de ὅμοιος/hómoios : « semblable » et τελευτή/teleutế : « fin, finalité » ; parfois écrite « homoïotéleute », ou encore « homoïotéleuton », est une figure de style qui consiste en la répétition d'une ou de plusieurs syllabes finales homophones de mots, de vers ou de phrase.
La prose utilise particulièrement les ressources stylistiques de l'homéotéleute, comme dans cette phrase de Raymond Queneau, dans Exercices de style (chapitre « Homéotéleutes »), qui joue sur la répétition du groupe phonique « -cule » et de ses variables harmoniques « -ulbe » et « -bule » :
ex. : « Un jour de canicule sur un véhicule où je circule, gesticule un funambule au bulbe minuscule ».
L'homéotéleute est une ressource phonique dans la fabrication de jeu de mots, proche d'autres figures sonores comme l'allitération, l'assonance ou le tautogramme. La visée recherchée peut alors être le comique ou l'insistance. Utilisée en poésie, au théâtre, dans le conte, le roman ou dans les slogans publicitaires, l'homéotéleute participe surtout de la création d'un rythme poétique, en faisant résonner l'homophonie des mots mis en reliefs, dans les vers ou les phrases.

## Nature et définitions

### Nature
L'homéotéleute (terme parfois masculin selon les auteurs) opère une transformation phonique identique par la répétition d'un même ensemble de phonèmes (consonnes et voyelles ensemble) ou de syllabes dans un membre de phrase ou en fin de proposition comme dans : miraculeuse / merveilleuse ou  étonnante / surprenante. En somme, elle consiste à placer à la fin des phrases (ou des vers pour la poésie), ou de ses membres, des mots de même finale. En conséquence, cette succession de mots suffisamment proches les uns des autres est sensible à l'oreille, ce qui traduit la présence de la figure de style :
ex. : « ...pipeur, buveur de pavés, ribleur s'il en était à Paris... » — Rabelais, Pantagruel
La figure peut porter sur n'importe quel emplacement syntagmatique mais concerne très souvent (définition stricte) des fins de segments phrastiques homophones. Elle vise un effet de mise en relief des termes répétés afin de créer soit un tout phonique cohérent, soit une harmonie imitative. Elle est proche de l'homéoptote qui est la répétition du même cas grammatical comme dans : « bellis ac castris ». Enfin, les différents éléments d'une homéotéleute doivent appartenir à la même catégorie morpho-syntaxique : adjectifs, adverbes, substantifs, verbes, etc.

### Définitions

#### Rhétorique
L'homéotéleute est, selon le rhéteur grec Gorgias, l'une des trois grandes figures rhétoriques dans le domaine sonore. Gorgias passe pour avoir introduit dans la prose les ressources rhétoriques de la poésie, qui sont nommées de fait les « gorgianismes » et qui sont de trois types : l'assonance, le parallélisme et l'antithèse. Les assonances comprennent : l'homéoteleute, l'homéopton (homéoptote) et la paromoeosis (paronomase). Cicéron en évoque l'usage par les sophistes dans De l'orateur. Il évoque la figure qui joue sur les « désinences semblables », ou encore la « correspondance de nombre ou similitude de désinence ». Cicéron explique que cette figure participe du rythme élégant du discours : « quand il y a, soit corrélation entre les membres de la phrase, soit opposition de contraires, soit retour de la même consonance ou de la même chute, la période se termine presque toujours par une cadence harmonieuse ».
Au sein de la rhétorique médiévale, elle est considérée comme la variante en prose du rythme poétique. Ramus notamment fait de la rime et de l'homéotéleute des figures équivalentes, la première pour la poésie (rythme poétique), la seconde pour la prose (rythme oratoire). Avec l'isocolon, l'homéotéleute est une figure de l'évocation poétique. Dans ses Rhetorices Elementa (1533), le réformateur et rhétoricien allemand Philippe Melanchthon classe l'homéotéleute comme une figure de grammaire, aux côtés de l’ellipse, de l’hypallage ou de la paronomase.

#### Poétique
En poétique, Georges Molinié classe l'homéotéleute dans la catégorie stylistique des figures microstructurales, c'est-à-dire qu'elles sont « attachées à des éléments formels précis dont elles dépendent et qu'elles renvoient à un microcontexte » (dans la phrase). Elle appartient au processus de la répétition de syllabes, à savoir des « syllabes finales de plusieurs mots identiques ». L'homéotéleute est donc proche d'autres figures microstructurales telles : le polyptote (base verbale identique, désinences différentes) — avec laquelle elle est souvent confondue (voir infra) — et la figure dérivative (base de mot identique, dérivation lexicale différente). Elle est aussi proche de l'anaphore et de l'épiphore.

## Types et limites

### Rime et homéotéleute
Un jour de canicule sur un véhicule où je circule, gesticule un funambule au bulbe minuscule, à la mandibule en virgule et au capitule ridicule. Un somnambule l'accule et l'annule, l'autre articule: « crapule », mais dissimule ses scrupules, recule, capitule et va poser ailleurs son cul. Une hule aprule, devant la gule Saint-Lazule je l'aperçule qui discule à propos de boutules, de boutules de pardessule.
Pierre Fontanier note dans Les figures du discours (1821-1830), que « l’Homoioteleuton, qui revient à-peu-près à la rime, y [en français] est de nécessité indispensable en poésie ». L’à-peu-près de Fontanier tient sans doute au fait que, la rime étant « de nécessité indispensable » en poésie française, elle n’est pas proprement une figure si l’on considère qu’une figure est un écart par rapport à la norme.[réf. nécessaire] Fontanier d’ailleurs désapprouve l’usage de cette figure dans la prose, « par la même raison que les Latins n’aimaient pas à trouver dans leur prose des moitiés de vers » : la clausula heroica, phrase se terminant par un dactyle et un spondée (– U U | – U) comme un hexamètre dactylique, est rigoureusement proscrite par les traités d’éloquence.
Pour Bernard Dupriez, l'homéotéleute n'est « rien d'autre que la rime ou l'assonance introduites dans la prose »,. Henri Suhamy rappelle en effet que la rime fait partie des hométotéleutes, qu'elle répète des phonèmes ou des syllabes. La confusion entre rime et homéotéleute est ancienne, et apparaît même dans la rhétorique et la poésie romaines. En versification latine, la rime est en réalité une homéotéleute plus insistante et plus repérable à l'oreille. Pour Jean Dubois, la rime est un cas particulier d'homéotéleute, puisque cette dernière est, en termes d'éléments linguistiques, plus importante (la rime ne porte que sur l'identité phonique de la syllabe finale).
La figure peut également porter sur des rimes intérieures :
Et il frissonne, sans personne !...
— Jules Laforgue, L'Hiver, Derniers Vers
Cependant, pour Patrick Bacry, l'homéotéleute n'en est pas pour autant une rime : pour que la figure se manifeste, « il ne suffit pas que les mots rapprochés s'achèvent de manière phonétiquement identique, il faut encore que la terminaison représente un même élément grammatical ou lexical », ou au moins que l'identité des mots soit graphique. Ainsi, l'identité phonétique, comme dans les mots « concret » et « craie », ne suffit pas pour former l'homéotéleute ; l'exemple des mots rapprochés : « concret » / « secret » par contre en constitue une. Enfin, l'homéotéleute est évidente lorsque les deux mots rapprochés comportent le même suffixe (« savamment » / « galamment ») :
ex. : « ...un parler (...) non pédantesque, non fratesque [de moine], non plaideresque, mais plutôt soldatesque... » — Montaigne, Essais, chapitre XXV, « De l'institution des enfans »
Ces terminaisons identiques peuvent être une désinence nominale (par exemple, en latin, il existe plusieurs accusatifs en « -am » permettant la proximité phonétique), ou une désinence verbale (par exemple en français : formes de futur en « -rai », participes présents).

### Homéotéleute et dérivation
Ne fais pas tout

ce qu'ils font tous

   sans quoi

tout sera

   (à nouveau) fait

      à tous

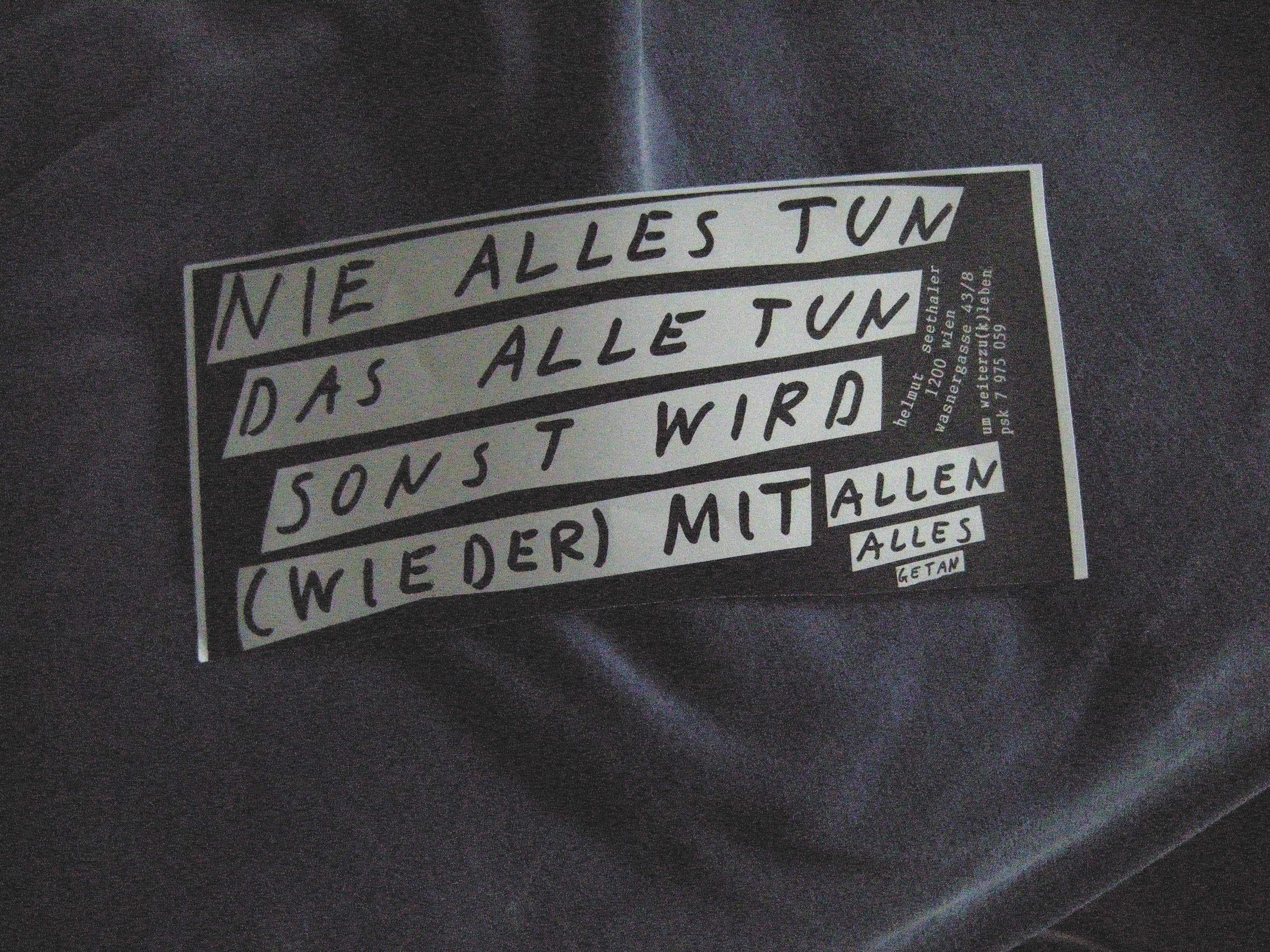
(adaptation du poème en langue allemande de Helmut Seethaler (homéotéleute de alle(s) tun)

L'homéotéleute peut aussi se fonder sur une identité des lexèmes reposant elle-même sur une dérivation lexicale :
ex. : « tels sont les hermétismes que notre exégèse résout, les équivoques que notre invocation dissout, les artifices que notre dialectique absout » — Jacques Lacan, Écrits
Les verbes utilisés : « résoudre », « dissoudre » et « absoudre » sont formés à partir du même verbe simple « soudre », disparu en français moderne.

### Homéotéleute typographique
Coquille typographique plutôt que figure de style, la répétition d'un mot, formée lors de la copie d'un texte et due à une erreur du copiste, est une haplographie nommée homéotéleute, par métonymie de la cause. Cet inconvénient disparaît avec l'utilisation systématique du duplicata.[pas clair]
Pour Claude Lafleur, en philologie, il existe deux types de variantes par homéotéleute. L'omission par homéotéleute tout d'abord, ou « saut du même au même », traduit l'erreur du copiste lorsqu'il ramène ses yeux vers son modèle et qu'il croit, en raison de la ressemblance, être revenu là où il s'était rendu, alors qu'en fait ses yeux se sont fixés ailleurs sur la page ; l'addition par homéotéleute quant à elle ajoute un élément, pour la même raison de lecture. La première est notée, dans l'appareil des abréviations, om. per hom., la seconde add. per hom..

## Homéotéleute et polyptote
L'homéotéleute est la figure inverse au polyptote, cette dernière rapprochant des racines identiques pourvues de terminaisons différentes alors que la première rapproche des mots différents possédant des terminaisons identiques :
Temps passés Trépassés Les dieux qui me formâtes

Je ne vis que passant ainsi que vous passâtes
— Guillaume Apollinaire, Cortège, Alcools
Le polyptote est ici formé sur le verbe « passer » conjugué à des temps différents, mais également sur une dérivation de « passés » et « trépassés » (de même racine mais de sens différents). Il consiste donc à faire apparaître dans la même phrase ou le même vers plusieurs fois le même mot à des cas grammaticaux différents. En français, langue qui ne dispose plus de cas, le polyptote s'entend pour des variations morpho-syntaxiques et en particulier pour les différentes formes conjuguées d'un même verbe.

## Usage stylistique

### Jeux de mots
MONSIEUR PURGON : Et je veux qu'avant qu'il soit quatre jours, vous deveniez dans un état incurable.

ARGAN : Ah, miséricorde !

MONSIEUR PURGON : Que vous tombiez dans la bradypepsie.

ARGAN : Monsieur Purgon !

MONSIEUR PURGON : De la bradypepsie dans la dyspepsie.

ARGAN : Monsieur Purgon !

MONSIEUR PURGON : De la dyspepsie dans l'apepsie.

ARGAN : Monsieur Purgon !

MONSIEUR PURGON : De l'apepsie dans la lienterie.

ARGAN : Monsieur Purgon !

MONSIEUR PURGON : De la lienterie dans la dysenterie.

ARGAN : Monsieur Purgon !

MONSIEUR PURGON : De la dysenterie dans l'hydropisie.

ARGAN : Monsieur Purgon !

MONSIEUR PURGON : Et de l'hydropisie dans la privation de la vie, où vous aura conduit votre folie.
— Molière, Le Malade imaginaire, acte III, scène 5

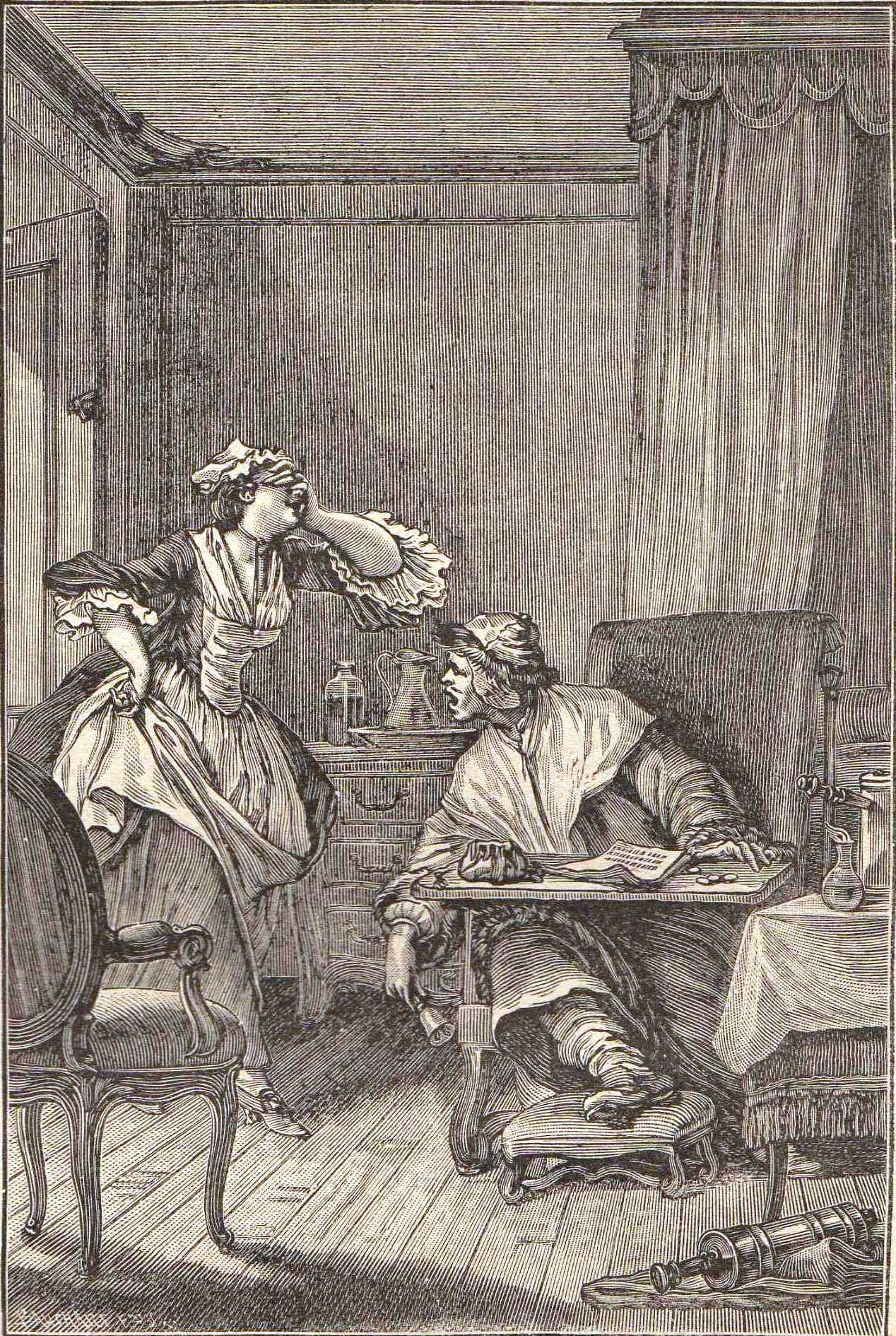
Scène du Malade imaginaire

L'homéotéleute peut être une ressource phonique dans la fabrication de jeux de mots. Elle est proche d'autres figures phoniques comme l'allitération, l'assonance ou le tautogramme. La visée recherchée est alors le comique. La pièce du Malade imaginaire (1673) de Molière en use régulièrement, en particulier dans la confrontation entre Monsieur Purgon et Argan, à l'acte III, scène 5. La figure porte alors sur la racine étymologique savante de termes réels ou inventés, qui est de fait tournée en trivialité :
Que vous tombiez dans la bradypepsie, [...] de la bradypepsie dans la dyspepsie, [...] de la dyspepsie dans l'apepsie, [...] de l'apepsie dans la lienterie, [...] de la lienterie dans la dyssenterie, [...] de la dyssenterie dans l'hydropisie, [...] et de l'hydropisie dans la privation de la vie, où vous aura conduit votre folie.
La figure aboutit souvent à des formules frappantes selon Patrick Bacry, comme dans cette phrase de Saint-Simon qui, s'adressant à un cardinal, lance qu'il est « un des plus capables et des plus papables ». L'homéotéleute en « -ables » est renforcée par « la paronomase puisque les mots « capables » et « papables » ne diffèrent que par leur initiale. » Selon Nicole Ricalens-Pourchot, la figure « cherche à frapper l'esprit et l'impression créée dépendra souvent du suffixe employé ». Cette dernière cite Jules Romains, qui cherche à ridiculiser les paroissiens d'Issoire en usant de deux homéotéleutes :
ex. : « En face, il y avait le banc d'œuvre, et deux rangs d'hommes quadragénaires, quinquagénaires et sexagénaires, cossus, pansus et cuissus... » — Jules Romains, Les Copains

### Suggestion de rythme
L'homéotéleute est, dès les traités de rhétorique de la Renaissance, comprise comme une ressource du poète, distincte du rythme poétique. Pour Du Bellay, l'homéotéleute désigne l'homophonie finale du vers, alors que le rythme est compris dans le sens de cadence (mineure, majeure).
La figure permet de mettre en relief les énumérations, comme dans cet extrait de la pièce Ubu roi (1896) :
ex. : « Tiens ! Polognard, soûlard, bâtard, hussard, tartare, calard, cafard, mouchard, savoyard, communard ! » — Alfred Jarry, Ubu roi
L'homéotéleute peut aussi souligner une gradation dramatisante, comme dans la rapide description de la pension Vauquer, chez Honoré de Balzac, dans Le Père Goriot (1835) :
ex. : « elle pue le service, l'office, l'hospice » — Honoré de Balzac, Le Père Goriot
L'assonnance et la rime sont ainsi des cas particuliers de l'homéotéleute selon Jules Marouzeau. Dans la prose, l'homéotéleute est souvent associée à l'isocolon pour créer un rythme particulier, binaire ou ternaire.

## Genres concernés

### Poésie
L'homéotéleute concerne principalement, comme toutes les figures de transformation phonique, la poésie. Elle est « un des principaux ressorts de la structuration phonique et rythmique du blason », et elle apparaît souvent dans les listes dialoguées destinées à célébrer mais en même temps tourner en dérision la personnalité visée.
L'homéotéleute est particulièrement utilisée en poésie arabe ; elle est nommée « muwâfiq fi l-nihâya », le verbe yuwâfiq signifiant « correspond, qui est identique », notamment chez Abdullah ibn al-Mu'tazz.
La figure est souvent combinée à d'autres ressources poétiques, comme dans ces vers de Paul Claudel :
Le temps qui meut et dispose tout

Se retire de nous comme la mer,

Et voici que sur la terre solide se tient debout

Pour la première fois un roi.
— Paul Claudel, Tête d'or
La strophe met ici en œuvre trois procédés, conjugués ensemble de manière à bâtir une prosodie particulière et évocative. La rime en [u] (« tout / debout ») est renforcée par celle, interne au vers, du mot « nous ». Deux allitérations, l'une en [m] (« meut, comme la mer »), et l'autre en dentales sourdes et sonores ([t] et [d]) (« temps, dispose tout, se retire, terre, se tient debout ») participent à créer un rythme suggestif. Enfin, deux homéotéleutes, la première en [εr] (« comme la mer, terre ») et une seconde, finale, en [wa] (« fois / roi ») conclut l'extrait.
Dans la poésie moderne et expérimentale, elle est très souvent employée, notamment par l'Oulipo et les surréalistes :
ex. : « Il y avait cette rumeur de foule qui s'amuse et cette clameur de charlatans qui rusent et ce grondement d'objets qui s'usent » — Raymond Queneau, Pierrot mon ami

### Conte et roman
L'homéotéleute permet des jeux de sonorités dans la prose ; elle est très employée dans le conte, chez Perrault et la comtesse d'Aulnoy par exemple :
ex. : « un mortel, deux mortelles, tous trois également fidèles » Marie-Catherine d'Aulnoy, Le Mouton
La répétition de finales identiques en [l], renforcées par la dentale sourde [t] (répétée deux fois, et accentuée une fois par sa correspondante sonore [d]), contribue à mettre en relief la gradation des personnages.
Le roman y a recours, comme figure permettant d'imiter le rythme poétique. Victor Hugo l'utilise ainsi dans Notre-Dame de Paris, pour accentuer les caractéristiques de la flèche de l'église de la Sainte-Chapelle, sur l'île de la Cité, aux abords de la cathédrale :
ex. : « Cette tour était la flèche la plus hardie, la plus ouvrée, la plus menuisée, la plus déchiquetée, qui ait jamais laissé voir le ciel à travers son cône dentelle. » — Victor Hugo, Notre-Dame de Paris, livre troisième

### Slogan
Les jeux de mots permis par l'homéotéleute sont adaptés à la rhétorique publicitaire :
ex. : « Pas d'erreur, c'est Lesieur. »
ex. : « Bien dire fait rire, bien faire fait taire. »
ex. : « Quand les automobiles sont immobiles, je file file toujours facile dans la ville sur mon V'Lille. » (Publicité diffusée dans le métro de Lille pour le V'Lille, équivalent lillois du Vélib' parisien.)
ou politique :
ex. : « La Corrèze avant le Zambèze. » (Raymond Cartier)
Selon Claude Van Hoorebeeck, du groupe µ, l'homéotéleute est préférée à la rime car, contrairement à cette dernière, elle est totalement libre au regard des règles de versification. De plus, elle imprime un effet répétitif à l'interlocuteur.
Le langage populaire en use également, à travers des images frappantes :
ex. : « À la tienne, Étienne ! »

### Musique
Le rap, genre musical consistant souvent à « faire les rimes les plus riches qui soient », fait « du travail de la rime sa caractéristique majeure, réactivant ainsi les attributs originels d'une poésie technique, lyrique et accentuée », selon Julien Barret. Le rap, qui égrène des couplets rimés séparés par des refrains et accompagnés de rythmes, recourt beaucoup à l'homéotéleute car les vers n'ont souvent pas de longueurs établies puisqu'il n'y a pas de chant. Cette figure de style permet l'accélération de certains passages en insistant sur les saccades mais en gardant la rythmique générale constante. Plusieurs rappeurs anglais ou francophones la pratiquent :
« Puis j'me glisse, m'immisce, entre les cuisses lisses de la miss
Ses yeux se plissent et elle dit : Stoppe ton vice » — MC Solaar, Obsolète 
« La Sonora STARFLAM reste au programme / Proclame, clame : Sonora STARFLAM sí guapea / La Sonora STARFLAM reste au programme / rétame, crame, Sonora STARFLAM sí guapea. » — Starflam, La Sonora 
« Don't got a rep, my step, dont got enough pep » —  Eminem, 8-mile
On trouve en outre quelques exemples en dehors du rap :
« J'ai un Mickey Maousse / Un gourdin dans sa housse / Et quand tu le secousses / Il mousse
J'ai un Mickey Maousse / De quatre pieds six pouces / Qui fiche aux blondes aux rousses / La frousse » — Serge Gainsbourg, Mickey Maousse
« And Madonna, she still has not showed
We see this empty cage now corrode
Where her cape of the stage once had flowed
The fiddler, he now steps to the road
He writes ev'rything's been returned which was owed
On the back of the fish truck that loads
While my conscience explodes » — Bob Dylan, Visions of Johanna